# 人形草紙あやつり左近
『人形草紙あやつり左近』（からくりぞうしあやつりさこん）は、原作：写楽麿、作画：小畑健による日本の漫画、およびそれを原作としたアニメ。『週刊少年ジャンプ』（集英社）において、1995年23号から1996年1号まで連載された。コミックス全4巻、文庫版全3巻。
人間国宝の文楽人形師・橘左衛門の孫で人形遣いの「橘左近」が、自分の操る童人形「右近」を相棒にして遭遇する様々な事件を解決していくミステリー。周囲や読者を不安にさせるサスペンス要素もある。
短期連載で終わったが、その後の小畑氏の活躍もあって再注目され、打ち切り作品でありながらアニメ化され文庫化されたほか、2005年にはコンビニコミックスとしても刊行されている。

## 登場人物
声優が2名表記されている場合は、前者がアニメ放送前のドラマCD、後者がアニメ及びアニメ放送後のドラマCD。

### 主要人物
橘 左近（たちばな さこん）
声 - 檜山修之 / 緒方恵美
本作の主人公。人間国宝・橘左衛門の孫で、若手の文楽人形遣い。年齢設定は不明。
普段は口数が少なく大人しいが、右近を操ることで自分の思考を2分し、冷静になることで天才的な洞察能力を発揮、殺人事件を解決していく。
右近（うこん）
声 - 山口勝平 / くまいもとこ
明治初期に、人形師・三代目小泉卯之助によって作られた傑作童人形。
まるで魂がこもったように動き、口下手な左近の言葉を代弁する。豪放でおしゃべりなど左近と全く正反対の性格。
橘 薫子（たちばな かおるこ）
声 - 天野由梨 / 山田美穂
左近の叔母だが、年齢が近いために「薫子姉さん」と呼ばせている。
警視庁捜査一課の刑事（警部補）だが、おっちょこちょいな性格で「迷推理」ぶりを発揮している。右近とは事あるごとに言い争う、言わば「喧嘩友達」のような関係。
アニメでは左衛門の娘で、左近の母・千鶴とは姉妹関係という設定となっている。
橘 千鶴（たちばな ちづる）
声 - 佐藤しのぶ
左近の母。おっとりとした性格だが、かなりの心配性。
上記の名前はアニメのみの設定。原作では薫子の義姉にあたるが、アニメでは実姉という設定に変更されている。
橘 左衛門（たちばな さえもん）
声 - 依田英助
左近の祖父。人間国宝の文楽人形師。左近の師匠でもある。厳しさと優しさを併せ持った人物。
藤田 善吉（ふじた ぜんきち）
声 - 置鮎龍太郎
アニメ版の物語後半における主要人物。
原作では、とある事件に巻き込まれ、死亡してしまったが、アニメでは左近の右腕として情報収集のため奔走する。「関西弁を操るカメラマンの卵」という設定は原作と同じ。また、左近とは初登場時点ですでに知り合いである。
『信州百狐血雨地獄』『奥飛騨幽霊奇譚』『恋花時雨咲乱舞』に登場。
樽海 剛（たるうみ つよし）
声 - 竹村拓
アニメオリジナルの登場人物で、物語後半における主要人物の一人。
警視庁捜査一課の刑事で、薫子の部下にあたるが、薫子とのコンビは今一つ噛み合わないでいた。いつもガムを噛んでいることが多い。
『埃及大王呪術地獄』以降登場。

### 原作・アニメ共通話

#### 廃校の復讐鬼
原作は平成7年スプリングスペシャルに掲載されたもの。
原作では小学校の同窓会で集まったが、アニメでの葉月達は「人形劇クラブ」のメンバーで、脅迫状により集められた。
船崎 葉月（ふなさき はづき）
声 - 冬馬由美
短大生。旧姓は「高橋」で、廃校となった若草小学校に在籍していたが転校し、両親が再婚して船崎姓となった。心優しい女性。
アニメ
脅迫状が送られたことで、短大の友人を介して左近に調査を依頼してきた。
北村 浩二（きたむら こうじ）
声 - 中井和哉
販売員。短気な性格。
アニメ
父親の経営するコンビニで働いている設定となっている。
昔は暴走族だったらしく、江田巡査とも顔見知り。
丘 洋子（おか ようこ）
声 - 日野由利加
OL（アニメでは東京の信用金庫に勤めているという設定）。気が強く、派手な女性。
原作では昔斉藤健一に言い寄られていたものの振っているが、アニメ版では交際しており、彼に対する態度も原作とは異なっている。健一曰く、浪人生だった自分を優しく応援してくれていたらしい。
斉藤 健一（さいとう けんいち）
声 - 桜井敏治
浪人生。
昔丘洋子に手ひどく振られ、当時彼女と交際していた北村浩二にも馬鹿にされていた。
アニメ
丘洋子とは交際している。のんびり屋な性格で、洋子の尻に敷かれている。
佐伯 勉（さえき つとむ）
声 - 一条和矢
美大の2年生。自己中心的な性格。
アニメ
東京の医大に通う大学生に変更されている。
西原 摩耶（にしはら まや）
声 - 弥生みつき
アニメオリジナルの登場人物。町の中央病院の外科で看護婦として働いている。冷静で頭の切れる女性。江田の共犯者で葉月を殺そうとした。
江田巡査（えだ-）
声 - 家中宏
村の交番に勤務している警察官。
交番に奇妙な同窓会の案内状が届いたため、学校にやって来た。
アニメ
巡回中に廃校に灯りがついていることを不審に思い、立ち寄った。北村浩二とは彼が不良だった時からの知り合い。
楠木 修（くすのき おさむ）
声 - 稲葉洋介
葉月達の同級生で、人形作りが上手な、心優しい少年。
しかし、人形作りが趣味の大人しい性格から、同級生からの酷いいじめを受け、小学6年生の春に首吊り自殺してしまった。

#### 豆州弐面鬼傀儡地獄
読み方は「ずしゅうにめんきにんぎょうじごく」。
河合 舞（かわい まい）
声 - 小笠原亜里沙
人気タレント。「スポーツ界から芸能界へ華麗な転身を遂げたCM界の妖精」と称される美少女で、明るく前向きな性格の持ち主。
言葉の通り、かつてはフィギュアスケートの元女王だったが、足の怪我により引退している。幼少時に両親と生き別れ、祖母に育てられたが、両親に会いたい気持ちは強く、それが芸能界へ入る理由となっている。杉山久志とは中学生の頃に交際していたが、舞がスケートの名門校に入る時に別れている。
アニメではある理由から幼少時の記憶がなく、弐面鬼像を見たことをきっかけに、その片鱗に悩まされるようになる。また、スケートを辞めることになった本当の理由は、練習帰りに舞を乗せた杉山のバイクが事故に遭ったことで負った怪我によるものである。舞が八木沢と相談した結果、練習中の怪我ということにして、その事実を伏せていた。
原作ではしたたかな少女として描かれているが、アニメ版ではか弱い少女としての面が若干強調されている。
佐藤 百合子（さとう ゆりこ）
声 - 篠原恵美
舞のマネージャー。仕事のできる女性で、舞からは厚い信頼を寄せられている。
実は舞が捜し求めていた母親。16年前に夫から家庭内暴力を受けており、それに耐えてきたが、夫が娘の舞にまで手を上げようとしたことから、舞を守ろうと、衝動的に夫を刺殺してしまう。裁判では執行猶予が認められたが、殺人者の娘となってしまう舞の身を案じ、実家に彼女を預け、赤の他人として生きる道を選んでいた。
アニメでは、傀儡館の元従業員。
杉山 久志（すぎやま ひさし）
声 - 千葉進歩
舞の同級生。
舞とは中学生時代に付き合っていたが、舞がスケートの道を進むことを志したことで別れを告げられている。
アニメ
派手好きでブランド志向の軟派男。舞に好意を抱いているが、遊びで由紀と付き合っている。舞に向けている愛情も歪んでおり、ボロボロになった舞を慰めてやると発言している。
佐藤が舞の実母であること、そして彼女の過去を知る数少ない人物。そのことで佐藤に金銭を要求するなどゆすりを働いている。その金でスポーツカーやブランド品を買って、身に着けていた。
香川 由紀（かがわ ゆき）
声 - 甲斐田ゆき
舞の同級生。
表では親友として振舞っているが、裏では杉山を振ったことを恨みに思っている。わがままな性格。
アニメ
杉山と交際しているが、由紀が一方的に恋人同士だと思い込んでいるだけで、杉山からすれば遊びの関係でしかない。逆に自身に好意を抱く森の事は見下している。
森 誠一（もり せいいち）
声 - 石田彰
舞の同級生。陰気で暗い青年。
アニメ
由紀に想いを寄せているが、杉山に夢中になっているため全く相手にされておらず、杉山に逆恨みに近い感情を抱いている。彼が杉山に対して嫉妬のあまり働いた細工が事件の発端となってしまう。
高村 克彦（たかむら かつひこ）
声 - 中村秀利
テレビ局のディレクター。
普段は比較的フレンドリーだが、視聴率のことばかり気にしており、視聴率のためなら汚い手を使うことも厭わない非情な性格。
アニメ
八木沢にタレントを食い物にしている、と非難されており、実際に由紀に言い寄っていた。とある理由で、突然ロケ地を「傀儡館」に変更している。
三条 静（さんじょう しずか）
声 - 速見圭
傀儡館の女将を務める老婆。
アニメ
原作と違い、若い女性。原作の三条と同じ容姿をした老女は先代の女将として描かれている。
式場 忠太（しきば ちゅうた）
声 - 長嶝高士
傀儡館に勤める、三条静の補佐役。無口であまり話すことがない。
八木沢 悟（やぎさわ さとる）
声 - 荒川太郎
アニメオリジナルの登場人物。
舞のスケートのコーチで、彼女が出演する番組のロケ地を変更した高村が何かを企んでいることを嗅ぎ付け、屋敷を訪れた。集団行動を好まない単独主義者だが、舞がスケートを辞めて芸能界へ入った後も彼女を娘のように大切に思っている。
原作にも舞のスケートのコーチは登場するが、名前は出ておらず、容姿や性格、境遇も八木沢とはかなり異なる。
亀田 浩二（かめだ こうじ）
声 - 高戸靖弘
アニメオリジナルの登場人物で、高村の番組のアシスタント・ディレクターを務める。
のんびりした性格から、高村からは「ドン亀」と呼ばれており、視聴率のためなら手段を選ばない彼の行動に振り回されている。

#### 左近からくり変化の章
読み方は「さこんからくりへんげのしょう」。
深見 潤一郎（ふかみ じゅんいちろう）
声 - 石森達幸
左近の祖父・橘左衛門の古い友人。
腕の良い人形細工師だが、年のせいか物忘れが激しくなっている。故障した右近の修理を引き受けていた。
深見 小夜子（ふかみ さよこ）
声 - 西村ちなみ
潤一郎の孫娘。幼い頃に両親を失っているが、元気でお転婆な性格の持ち主。飼い猫のリリスを可愛がっている。
潤一郎の秘書・青木に対しては、序盤では不信感を抱き、彼を避けていたが、アニメ版では、始めから実の娘のように懐いている。
青木 秋彦（あおき あきひこ）
声 - 田中正彦
潤一郎の秘書で、深見家の雑務もこなしている。
顔を包帯で巻いた不気味な容姿をしているが、人当たりの良い、穏やかで優しい男性。火事で一人娘を失った過去を持ち、小夜子を娘のように可愛がっている。
岸川 肇（きしかわ はじめ）
声 - 天田益男
潤一郎の一番弟子。だが、実力は二番弟子の速見には及ばず、彼とは犬猿の仲となっている。
速見 忠雄（はやみ ただお）
声 - 石井康嗣
潤一郎の二番弟子。
人形細工師としての腕前は高く、潤一郎から蔵を改造した専用の仕事場を与えられているほど。しかしながら、酒癖が悪く、口も悪いため、兄弟子の岸川との仲は悪い。
原作では名前のみの登場で、姿は現していない。
吉田 保（よしだ たもつ）
声 - 陶山章央
潤一郎の末弟子。
岸川や速見とは異なり、おっとりとした性格をしている。一方で、事件に深入りする左近に「好奇心が猫を殺す」という皮肉めいた忠告（アニメでは白石恵子の発言）を残すなど奇妙な一面も持つ。
アニメ
家政婦の白石恵子に思いを寄せており、幾度も彼女を振り向かせようと口説いているが、あまり相手にされていない。事件を受け、恵子を守ろうと駆け落ちしようと考えていた。
白石 恵子（しらいし けいこ）
声 - 引田有美
深見家の家政婦。速見忠雄とは恋人関係にある。過去にこの事件が起こるきっかけを持つ。
アニメ
些細な事ですぐ感情的になってしまう女性として描かれている。

#### 信州百狐血雨地獄
読み方は「しんしゅうびゃっこちさめじごく」。
秋月 宗史郎（あきづき そうしろう）
声 - 藤本譲
信州の旧家・秋月家の主である資産家。
古典芸能や古美術を道楽としており、趣味でコレクションをしている。
秋月 二葉（あきづき ふたば）
声 - 田中敦子
秋月家の長女。
しっかり者の女性で、妹達の母親代わりも務めている。好きな男性がいたが、菊池久志が親の決めた婚約者となっている。
秋月 三佳（あきづき みか）
声 - 鶴野恭子
秋月家の次女。三姉妹の中では派手な外見をしている。少々わがままな性格だが、根は素直。喫煙者。
アニメ
兄・恭一に彼が失踪する前に「百狐」で切り付けられており、恭一が起こしたとされる辻斬り事件で秋月家が周囲から白い目で見られてきたこともあって、恭一に対してはあまり良い感情を抱いていない。
秋月 四帆（あきづき しほ）
声 - 丹下桜
秋月家の三女。ボーイッシュな風貌をしており、勝気で口が悪いが、純朴な少女。一人称は「オレ」（原作では「あたし」だったが、後の『浪速写真師聖書地獄』では「オレ」に変わっている）。
恭一とは兄妹の中では一番仲が良く、よく遊んで貰っていたため、彼の無実を信じ続けている。
原作では、この章で起こった事件を左近が解決したあと、『浪速写真師聖書地獄』にて、東京の学校に通うために上京した時に、左近の家の近所に引っ越してきた。
アニメと違い、初対面の薫子には半ば喧嘩腰な姿勢をとっていた。また、ドラマCDでは女子高に通っている。
沖 克己（おき かつみ）
声 - 大塚明夫
宗史郎のコレクションの中の「百狐」を妖刀「村正」と鑑定した古美術商。
身体が大きく、男気もあることから、秋月家の人々から信頼されている。
菊池 久志（きくち ひさし）
声 - 内田直哉
銀行員を務める二葉の婚約者。
しかし、臆病でプライドが高い性格からか、二葉にはあまり相手にされていない。
吉田 憲二（よしだ けんじ）
声 - 細井治
村の巡査。
恭一のことで何かと落ち着かない秋月家を心配している。四帆が見ていたビデオに、彼と思しき男性が二葉と寄り添う姿が映っており、二葉の思い人ではないかとされる描写がある。
秋月 恭一（あきづき きょういち）
声 - 植村喜八郎
秋月家の長男で、二葉・三佳・四帆の兄。
一年前に「百狐（村正）」を持ち出し、失踪してしまった。そのため、その直後に起こった辻斬り事件の犯人とされている。

#### 埃及大王呪術地獄
読み方は「えじぷとふぁらおのろいのじごく」。
如月 一徹（きさらぎ いってつ）
声 - 阪脩
左近の小学校時代の先生で、いじめられていた彼に人形遣いであることの自信を持たせ、その道を進むことを後押しした恩師でもある。
長年の夢を叶えるべく、教師を退職し、現在は蘭王博物館の事務長を務めている。
結城 麻里（ゆうき まり）
声 - 鈴鹿千春
蘭王博物館の現館長。
次々と企画を考えては、歴史があっても地味だった博物館を盛り立てていたやり手の才女。しかし、昔からいた職員を辞めさせては、自分の気に入った人間を起用したり、前館長時代にあった古美術を売り払って新しい品物を購入したりと、強引な手段も厭わなかったため、前館長の理念に共感する如月とは事あるごとに対立していた。
一色 星治（いっしき せいじ）
声 - 塩沢兼人
蘭王博物館の副館長で、かつては結城麻里の上司だった。
計算高く冷淡な性格で、プライドの高い人物。無神経かつ皮肉めいた言動が多い。そのために、如月との折り合いは悪い。
高橋 佳恵（たかはし よしえ）
声 - 佐々木優子
結城麻里に引き抜かれ、蘭王博物館で彼女の秘書として働いている女性。なお、原作とアニメとでは扱いが異なる。
アニメ
穏やかな性格で、少々おっちょこちょいな女性として描かれている。また、勤務中はコンタクトレンズを着けているが、自宅では眼鏡を着用している。密かに一色星治と交際し、半同棲している関係にある。
犯人のトリックに気づき、博物館に呼び出し、自首を勧めるものの、博物館にあった像で殺されてしまう。なお、原作では一色との交際や殺されるといった描写はない。
浜田 浩一郎（はまだ こういちろう）
声 - 島田敏
蘭王博物館の事務員で、如月と同様に前館長の時から務める古株。
アニメ
既婚者で、子供もいる。
田所 学（たどころ まなぶ）
声 - 小室正幸
アニメオリジナルの登場人物で、蘭王博物館の警備主任。結城との間に起こったトラブルで足を怪我している。

### アニメ未放送話

#### 浪速写真師聖書地獄
読み方は「なにわしゃしんしばいぶるじごく」。原作における最終章。
藤田 善吉（ふじた ぜんきち）
新進気鋭の報道カメラマン。通称「藤吉（ふじよし）」。
戦場カメラマンだった父親の影響を受け、世界一のカメラマンを目指してアルバイトをしながら写真学校に通っていた。左近のゴシップ写真を撮ろうとして四帆に成敗されたことをきっかけに彼らと親しくなるが、麻薬取引の現場を撮影したことで、犯人に殺されてしまう。
アニメ版では上記の話は存在せず、ほぼオリジナルキャラクターとして描かれている。アニメ版の藤田善吉についての詳細は主要人物の項を参照。
伊達 一樹（だて かずき）
法務大臣の父と、旧財閥系名家出身の母を持つ、正真正銘の「プリンス」。
しかし裏では、父親の力をバックに、持ち前の頭脳と度胸の良さで街の不良達を従え、本物のやくざですら一目置く「夜のプリンス」というもう一つの顔を持つ。不良達を使い、「スマイル」という麻薬ドラッグを街に流通させていた。

#### 夕焼空一人遣之章
読み方は「ゆうやけぞらひとりづかいのしょう」。単行本未収録の読切。文庫版第3巻に収録されている。
おいちゃん
左衛門と同門の人形遣いで、相棒の人形「ナナシ」を遣って人形芝居をしながら全国を放浪している。
誰も彼の本名を知らないので、知人からは「おいちゃん」と呼ばれている。左近が右近と話せるようになったきっかけを作った人物で、後の彼に強い影響を与えた。風貌はテレビドラマ『裸の大将放浪記』の山下清に似ている。

### アニメオリジナル話

#### 薪能薫悲恋情
読み方は「たきぎのうかおるひれんのなさけ」。
九条 秀明（くじょう しゅうめい）
声 - 大木民夫
能楽九条流家元。
芸のことには厳しい頑固な性格で、流派を守るためには手段を選ばない。左衛門とは知り合いだが、薫子と直人の見合いのことは知らなかった。
九条 直人（くじょう なおと）
声 - 速水奨
マスコミからの注目も熱い能楽界の若手実力派で、薫子の見合い相手。
幼い頃に両親を亡くし、6歳の時に九条家に入った。穏やかで人の良い性格の持ち主。
九条 孝栄（くじょう こうえい）
声 - 小杉十郎太
秀明の長男にして九条流の後継者。
しかし、能楽の才能には恵まれず、天才肌の義弟・英名の存在もあって、酒とギャンブルに溺れた生活を送っている。
九条 英名（くじょう えいめい）
声 - 結城比呂
秀明の次男だが、彼の妻以外の女性との間に生まれた子で、孝栄とは異母兄弟の関係にあたる。
父親譲りの天才的な能楽の才能を持ち、その実力は直人に勝るとも劣らないとされるほど。おっとりした控え目な青年。
幼少時に、九条流を存続させたい秀明によって母親から無理矢理引き離されている。その後、彼の母親は、理不尽な理由で息子を奪われた抗議として能舞台の上で自殺した。
九条 明紀（くじょう あき）
声 - 伊藤美紀
秀明の姪。
かつて直人とは、秀明が決めた婚約者の関係にあったが、直人の意思により婚約解消となった。しかし、直人のことが未だに忘れられず、彼の見合い相手としてやって来た薫子を敵視している。
坪田 孝明（つぼた たかあき）
声 - 八木光生
九条家に40年仕えている執事。そのため、九条家の内情には詳しい。
人当たりの良い性格だが、うっかり口を滑らせてしまうこともしばしばある。

#### 奥飛騨幽霊奇譚
西村 星江（にしむら ほしえ）
声 - 久川綾
西村月子の妹。姉思いの優しい女性で、姉の自殺を不審に思っている。
月子が起こしたとされる医療ミスの件で、沼田から度々金銭をせびられている。高山祭でさるぼぼを売る露店を開いている時に左近達と知り合った。
西村 月子（にしむら つきこ）
声 - 山崎和佳奈
星江の姉。
寺尾病院で看護婦として働いていたが、看護ミスで婚約者であった沼田の姉を死なせてしまう。その責任をとって谷川で投身自殺をしてしまうが、買い物などでもいちいちメモをとるほど慎重派なしっかり者であるため、星江は彼女の自殺に不審を抱いている。死後、近所の神社では彼女の姿を見た者が続出するなど幽霊騒ぎが起こっている。
沼田 満（ぬまた みつる）
声 - 関俊彦
月子の婚約者。
両親を早くに亡くし、姉・京子と2人で苦労して生きてきたが、半年前に医療ミスで京子をも失ってしまう。それ以来、すっかり人が変わってしまい、荒れた生活を送っている。
寺尾 剛造（てらお ごうぞう）
声 - 渡部猛
寺尾病院の院長。
からくり人形を作るのが趣味で、人形作りのための作業場も所有している。左近の祖父・左衛門の古くからの友人で、からくり屋台の取材に来た左近達に宿泊場所を提供した。高山市の市長選挙に立候補しようとしているが、裏では何かを抱えている。
小林 利夫（こばやし としお）
声 - 中田譲治
寺尾病院の副院長で、寺尾剛造の娘婿。
高山祭の名物・からくり屋台の保存会の役員も務めている。寺尾と同様に、裏で何かを抱えているらしい。

#### 恋花時雨咲乱舞
読み方は「こいばなしぐれざきらんぶ」。アニメにおける最終章。橘家を巡る因縁の物語が描かれる。
橘 二衛門（たちばな にえもん）
声 - 小山武宏
左衛門の弟。
常に厳しい態度を崩さないが、その内には優しさを秘めている。
橘 智則（たちばな とものり）
声 - 相沢正輝
二衛門の息子。二衛門からは半人前扱いされている。
とある事をきっかけに、左近に対しぞんざいな態度をとるようになる。
時雨崎 綾乃（しぐれざき あやの）
声 - 井上喜久子
人形の髪結いを仕事としている女性。
幼い頃に両親を失い、時雨崎家に養子として引き取られた。
左近とも顔見知りの間柄。
篠崎 琢巳（しのざき たくみ）
声 - 子安武人
左衛門の弟子で、左近とも親しい人形遣い。時雨崎綾乃の婚約者でもある。
橘 流（たちばな ながれ）
声 - 田中秀幸
左近の父親で、左衛門の娘婿。
左衛門の後を継ぐことになり、その継承演目として「恋花時雨咲乱舞」を演じる予定だったが、10年前に服毒自殺してしまった。

### ドラマCD話

#### あだしが原心中鴉地獄
アニメ放送前に製作されたドラマCD。原案は原作者の写楽麿。前述の通り、主要人物のキャストはアニメ版と異なっている。 

#### 夢話悲恋幻想奇譚
読み方は「ゆめばなしひれんげんそうきたん」。原題は『夢話悲恋幻想奇譚 人形草紙あやつり左近 異聞』。もともとは、ドラマCD用オリジナルストーリーとして書き下ろされたお話だったが、人気が出たため、ジャンプ ジェイ ブックスで小説化されたのち、原作に逆輸入され、漫画化もされた。ちなみに、アニメでは未放送。
CDドラマは、オリジナル・ドラマ・アルバムI「異聞 夢話悲恋幻想奇譚」に収録されている。
小泉 春香（こいずみ はるか）
声 - 内川藍維
右近を作ったとされる明治時代の女性。
左近が、右近が作られたとされる繰人村（くりびとむら）の近くの森で出会った。年齢は20歳前後だが、代々続く人形職人の家に生まれ、先代の卯之助であった父を亡くした後は、三代目卯之助を襲名している。箱入り娘として育てられたのか、世間知らずな一面がある。父が村人のために負った借金を抱え込んでおり、没落の危機に瀕している。
倫介（りんすけ）
声 - くまいもとこ
春香の幼馴染で、彼女の家で使用人として働いている少年。
風貌や性格は右近そっくりで、推理に悩む左近をまるで右近のように助ける。とある事情から殺人犯として追われている。
小説では、10年前の洪水で家や家族を失い、身寄りのない所を先代の卯之助に引き取られたことが明かされており、それに対する恩義から、春香を立派な人形師にしたいと思っている。しかしながら、それは建前で、本心は春香への想いが強い。最終的に春香を庇い殺されるが、その髪の毛は春香によって人形の毛へと使われる。それが右近人形である。
黒川 弦之助（くろかわ げんのすけ）
声 - 稲葉実
繰人村で金融業を営む男。
元は先代の卯之助の元で働いていた人形師だったが、数年前に職替えして金貸しとなり、高い利子で暴利を得ていた。飢饉の年に、先代の卯之助が村の長として村人達のために借りた借金の返済を春香に迫っていた。
轟 遊介（とどろき ゆうすけ）
声 - 大塚芳忠
黒川の用心棒を務めている警察署長。
金貸しという職業上、敵の多い黒川の毒見役も兼ねている。殺人犯として逃走した倫介の行方を追っている。

#### 怨恋振袖業火地獄
読みは「おんれんふりそでのごうかじごく」。オリジナル話。
アニメ最終話『恋花時雨咲乱舞』から3か月後を描いた続編的内容で、特に左近と四帆の関係にスポットを当て、左近の心情を掘り下げていく。プロットは、アニメ版の監督を務めるまついひとゆきによるもの。オリジナル・ドラマ・アルバムII「外伝 怨恋振袖業火地獄」に収録されている。
雨宮 冬季（あめみや ふゆき）
声 - 桑島法子
四帆のクラスメートにして友人。自分が最近何者かから命を狙われていることを彼女が四帆に相談したことから物語が始まる。
幼い外見に反して、周りに流されない芯の強い性格。裕福な家庭に生まれるも、父親は病気で入院しており、義姉・美晴には冷たくあしらわれている。
雨宮 美春（あめみや みはる）
声 - 落合るみ
冬季の義姉で、四帆達の学校の先輩にあたる。18歳の高校3年生。
雨宮家の養女として迎え入れられた過去を持ち、そのこともあってか、冬季との仲は良好ではなく、彼女に冷たく当たっている。一方で、実兄・陽介との仲は良い。
鈴鳴 未知（すずなり みち）
声 - 田中理恵
美春の友人で、美春やめぐみと夜から朝まで怪談話をして楽しんでいる。
美春の兄・陽介に対しては、なぜか嫌悪の眼差しを向けている。
佐原 めぐみ（さはら めぐみ）
声 - 大原さやか
美春の友人。美春と未知とは共に怪談話をし合う間柄。
未知とは対照的に、陽介に密かに想いを寄せている。
雨宮 陽介（あめみや ようすけ）
声 - 森川智之
美晴の実兄で、四帆達の通う女子高の美術教師を務める。
妹・美春と違い、冬季を「冬ちゃん」と呼び親しく接している。しかしながら、四帆からは「嘗め回すような目で見られるのが気に入らない」と苦手に思われている。

## アニメ
1999年10月8日から2000年3月31日までWOWOWで放送。全26話。DVD全9巻が発売された。キッズステーションでも一時期放送されていた。
原作にはない要素が数多く織り込まれており、第18話からはアニメオリジナルのエピソードが展開する。
この作品はアメリカ同時多発テロ事件の影響で「フルメタル・パニック!」の放送開始が延期になった際に穴埋め番組として再放送された。従ってこの時点で本放送ではスクランブル放送だったが、再放送時ではノンスクランブル放送という異例の放送となった。その後「フルメタル・パニック!」は3か月遅れでのスタートとなっている。

### スタッフ
- 監督 - まついひとゆき
- キャラクターデザイン - 小林利充
- 脚本プロデューサー - 飯岡順一
- 美術監督 - 古賀徹
- 色彩設計 - 川見拓也
- デジタル撮影監督 - 川田敏寛
- 編集 - 今井剛
- 音響監督 - 小林克良
- 音楽 - 都留教博、中村由利子
- プロデューサー - 尾﨑隠通、佐々木史朗、海部正樹
- アシスタント・プロデューサー - 大石祐道、福田正夫、下津咲絵
- アニメーション制作 - 東京ムービー
- 製作 - WOWOW、ビクターエンタテインメント、トムス・エンタテインメント

### 主題歌
オープニングテーマ「光なき夜をゆけ」
作詞 - 石川雅敏 / 作曲 - 福山芳樹 / 歌 - HUMMING BIRD
エンディングテーマ「叶えて」
作詞・作曲・歌 - 新居昭乃 / 編曲 - 保刈久明

### 挿入歌
「声」（第7話・第26話）
作詞 - 平野肇 / 作曲 - 中村由利子 / 編曲 - 都留教博、中村由利子 / 歌 - 五木花実
「人形草紙あやつり左近 オリジナル・サウンドトラック I」収録（1999年12月16日発売）
「さよならは言わないで」（第20話）
作詞・歌 - KOKIA / 作曲 - 都留教博 / 編曲 - 都留教博、中村由利子
「人形草紙あやつり左近 オリジナル・サウンドトラック II」収録（2000年3月23日発売）

### 各話リスト
| 話 | 放送日         | サブタイトル                       | 脚本       | 絵コンテ       | 演出                    | 作画監督        |
| -- | -------------- | ---------------------------------- | ---------- | -------------- | ----------------------- | --------------- |
| 1  | 1999年 10月8日 | 「廃校の復讐鬼」〜第一段〜         | 桂千穂     | まついひとゆき | まついひとゆき 高瀬節夫 | 小林利充        |
| 2  | 1999年 10月8日 | 「廃校の復讐鬼」〜第二段〜         | 桂千穂     | まついひとゆき | 下司泰弘                | をがわいちろを  |
| 3  | 10月15日       | 「廃校の復讐鬼」〜第三段〜         | 桂千穂     | まついひとゆき | 大野和寿                | 柴田淳          |
| 4  | 10月22日       | 「豆州弐面鬼傀儡地獄」〜第一段〜   | 佐藤和治   | 殿勝秀樹       | 殿勝秀樹                | 小林利充        |
| 5  | 10月29日       | 「豆州弐面鬼傀儡地獄」〜第二段〜   | 佐藤和治   | 下司泰弘       | 下司泰弘                | をがわいちろを  |
| 6  | 11月5日        | 「豆州弐面鬼傀儡地獄」〜第三段〜   | 佐藤和治   | 加藤敏幸       | 矢野篤                  | 柴田淳          |
| 7  | 11月12日       | 「豆州弐面鬼傀儡地獄」〜第四段〜   | 佐藤和治   | 殿勝秀樹       | 殿勝秀樹                | 小林利充        |
| 8  | 11月19日       | 「左近からくり変化の章」〜第一段〜 | 羽原大介   | まついひとゆき | 雄谷将仁                | をがわいちろを  |
| 9  | 11月26日       | 「左近からくり変化の章」〜第二段〜 | 羽原大介   | のがみかずお   | のがみかずお            | 平山智          |
| 10 | 12月3日        | 「左近からくり変化の章」〜第三段〜 | 羽原大介   | 五月女有作     | 山口美浩                | 佐々木敏子      |
| 11 | 12月10日       | 「信州百狐血雨地獄」〜第一段〜     | 金子ツトム | 殿勝秀樹       | 殿勝秀樹                | 小林利充        |
| 12 | 12月17日       | 「信州百狐血雨地獄」〜第二段〜     | 金子ツトム | 下司泰弘       | 下司泰弘                | 柴田淳          |
| 13 | 12月24日       | 「信州百狐血雨地獄」〜第三段〜     | 金子ツトム | まつぞのひろし | 山田弘和                | をがわいちろを  |
| 14 | 2000年 1月7日  | 「埃及大王呪術地獄」〜第一段〜     | 林壮太郎   | 中村哲治       | のがみかずお            | 中屋了          |
| 15 | 1月14日        | 「埃及大王呪術地獄」〜第二段〜     | 林壮太郎   | 小村敏明       | 山口美浩                | 佐々木敏子      |
| 16 | 1月21日        | 「埃及大王呪術地獄」〜第三段〜     | 林壮太郎   | 殿勝秀樹       | 殿勝秀樹                | 小林利充        |
| 17 | 1月28日        | 「埃及大王呪術地獄」〜第四段〜     | 林壮太郎   | 井硲清高       | 小野勝巳                | 高瀬言 菊地城二 |
| 18 | 2月4日         | 「薪能薫悲恋情」〜第一段〜         | 日暮裕一   | まついひとゆき | 山田弘和                | をがわいちろを  |
| 19 | 2月11日        | 「薪能薫悲恋情」〜第二段〜         | 日暮裕一   | 中村哲治       | のがみかずお            | 中屋了          |
| 20 | 2月18日        | 「薪能薫悲恋情」〜第三段〜         | 日暮裕一   | 十月一         | 小村敏明                | 佐々木敏子      |
| 21 | 2月25日        | 「奥飛騨幽霊奇譚」〜第一段〜       | 大野武雄   | 殿勝秀樹       | 渡辺正彦                | 小林利充        |
| 22 | 3月3日         | 「奥飛騨幽霊奇譚」〜第二段〜       | 大野武雄   | 井硲清高       | 小野勝巳                | 高瀬言          |
| 23 | 3月10日        | 「奥飛騨幽霊奇譚」〜第三段〜       | 大野武雄   | 殿勝秀樹       | のがみかずお            | をがわいちろを  |
| 24 | 3月17日        | 「恋花時雨咲乱舞」〜第一段〜       | 林壮太郎   | 岡尾貴洋       | 岡尾貴洋                | 乙幡忠志        |
| 25 | 3月24日        | 「恋花時雨咲乱舞」〜第二段〜       | 林壮太郎   | 小村敏明       | 小村敏明                | 佐々木敏子      |
| 26 | 3月31日        | 「恋花時雨咲乱舞」〜第三段〜       | 林壮太郎   | まついひとゆき | まついひとゆき          | 小林利充        |

## 小説
集英社・ジャンプ ジェイ ブックスにて発売。著者は山田隆司。『JUMP NOVEL』vol.10（1996年3月30日号）に掲載されていた「甲州二ツ国橋梅花地獄」のほか、「夢話悲恋幻想奇譚」が書き下ろしとして収録されている。
また、『JUMP NOVEL』vol.11（1996年8月18日発行）には、新たに「渋谷怨恨哀歌地獄」が掲載されたが、単行本には収録されず、事実上の幻の作品となっている（単行本未収録となった理由は不明）。

## 関連商品

### 小説
- 1996年4月、ISBN 4-08-703046-6